# Изумрудный (Глубокский район)
Изумру́дный (бел. Ізумру́дны) — хутор в Глубокском районе Витебской области Беларуси. В составе Зябковского сельсовета.

## География
Расположен в 190 км от Минска, 180 км от Витебска. Вокруг хутора расположен сосновый лес.
Ближайшие населённые пункты Боровое, Прошково, Прудовье и др.

### Гидрография
Недалеко расположено лесное озеро Плисса.

## История
24 апреля 2025 года на территории Зябковского сельсовета Глубокского района Витебской области образован хутор Изумру́дный (бел. хутар Ізумру́дны).
Границы хутора на площади 0,6017 гектара протяженностью 413,32 метра.
Расположен вблизи детского оздоровительного лагеря «Изумрудный».

## Инфраструктура
- Рядом расположен оздоровительный лагерь «Изумрудный».
- Агроэкоусадьба.